# Emre Mutlu
Emre Mutlu (ur. 1 stycznia 2003) – turecki zapaśnik walczący w stylu klasycznym. Brązowy medalista mistrzostw Europy w 2022. 
Mistrz Europy U-23 w 2022 i drugi w 2024. Trzeci na ME juniorów w 2022 roku.